# Lucius Allen
Lucius Oliver Allen jr. (Kansas City, 26 settembre 1947) è un ex cestista statunitense, professionista nella NBA.

## Carriera
Venne selezionato dai Seattle SuperSonics al primo giro del Draft NBA 1969 (3ª scelta assoluta).

## Palmarès
- 2 volte campione NCAA (1967, 1968)
- NCAA AP All-America Second Team (1968)
- Campionato NBA: 1

Milwaukee Bucks: 1971